# Chiesa di San Niccolò (Casole d'Elsa)
La chiesa di San Niccolò è un luogo di culto cattolico che si trova a Casole d'Elsa, in provincia di Siena, diocesi di Volterra.
La chiesa sorge a poche centinaia di metri dal centro di Casole e attualmente è adibita a cappella cimiteriale.

## Storia

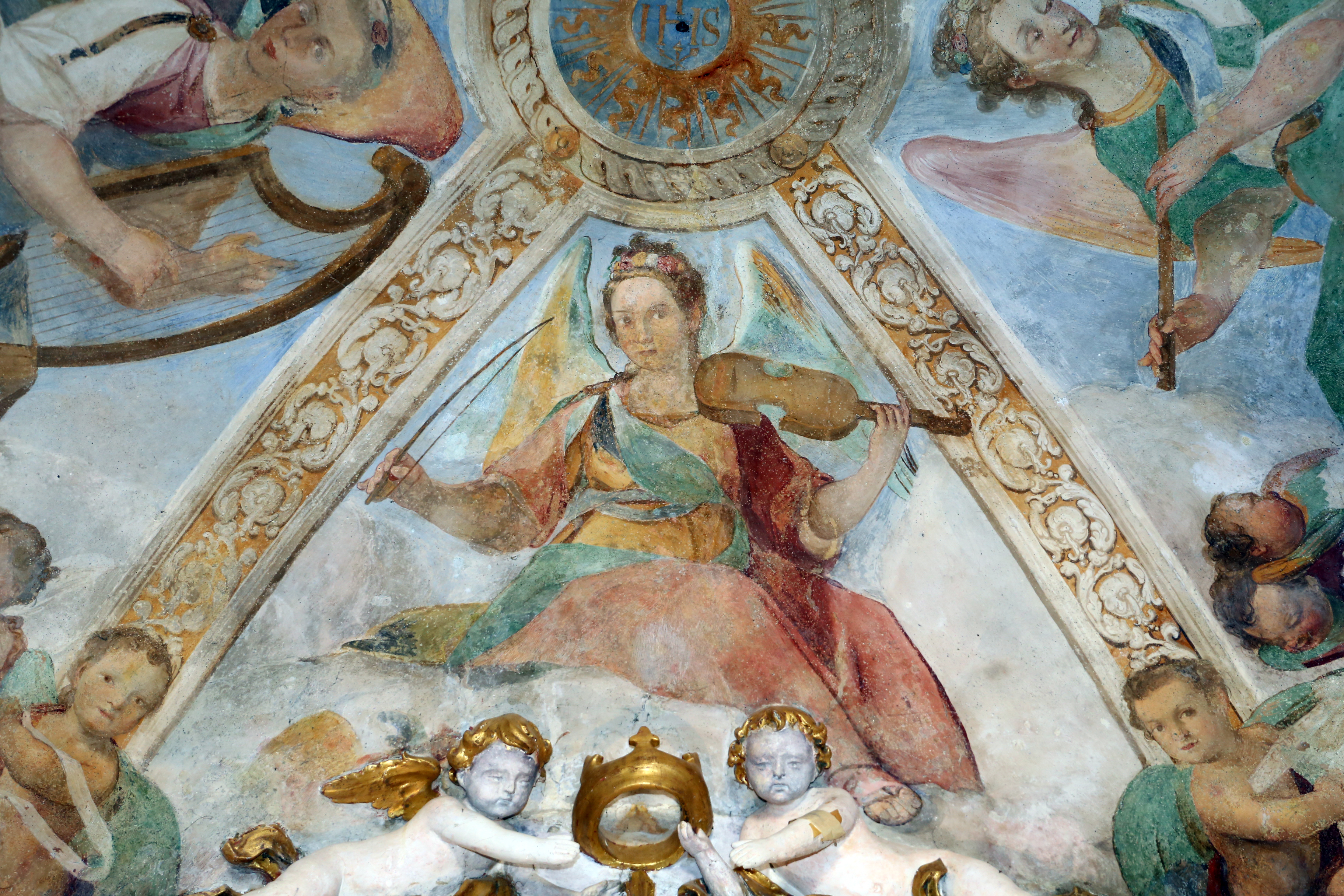
Un affresco del Rustichino

La prima testimonianza scritta risale al 17 giugno 1348 quando un certo Guazzolino del Gorda dona 10 soldi allo scopo di quando depingeretur aliqua imago sanctorum, ma non si può dire che sia stato subito accontentato visto che gli affreschi furono si fatti ma solo tre secoli dopo.
Poco dopo presso la chiesa deve essere stata istituita una compagnia visto che il 6 novembre 1386 una certa donna Ghita del fu Maffeo da Cavallano donò alcune reliquie alla Societate s. Nicolai de Casulis e inoltre si impegnò col proposto Lenzo a obbedire alle regole di detta società.
La chiesa fu visitata il 23 aprile 1423 dal vicario vescovile che la trovò in ottimo stato e dalla relazione sulla visita risulta che vi fossero stati edificati due altari uno dei quali di pertinenza della suddetta compagnia.
Nel 1576 risulta che fosse in uso ad un'altra compagnia, la Societas Beate Marie Virginis, che comprendeva 200 confratelli e che fece edificare a sue spese il portico in facciata e il campanile seicentesco, andato poi perduto durante la seconda guerra mondiale e poi ricostruito.

## Descrizione

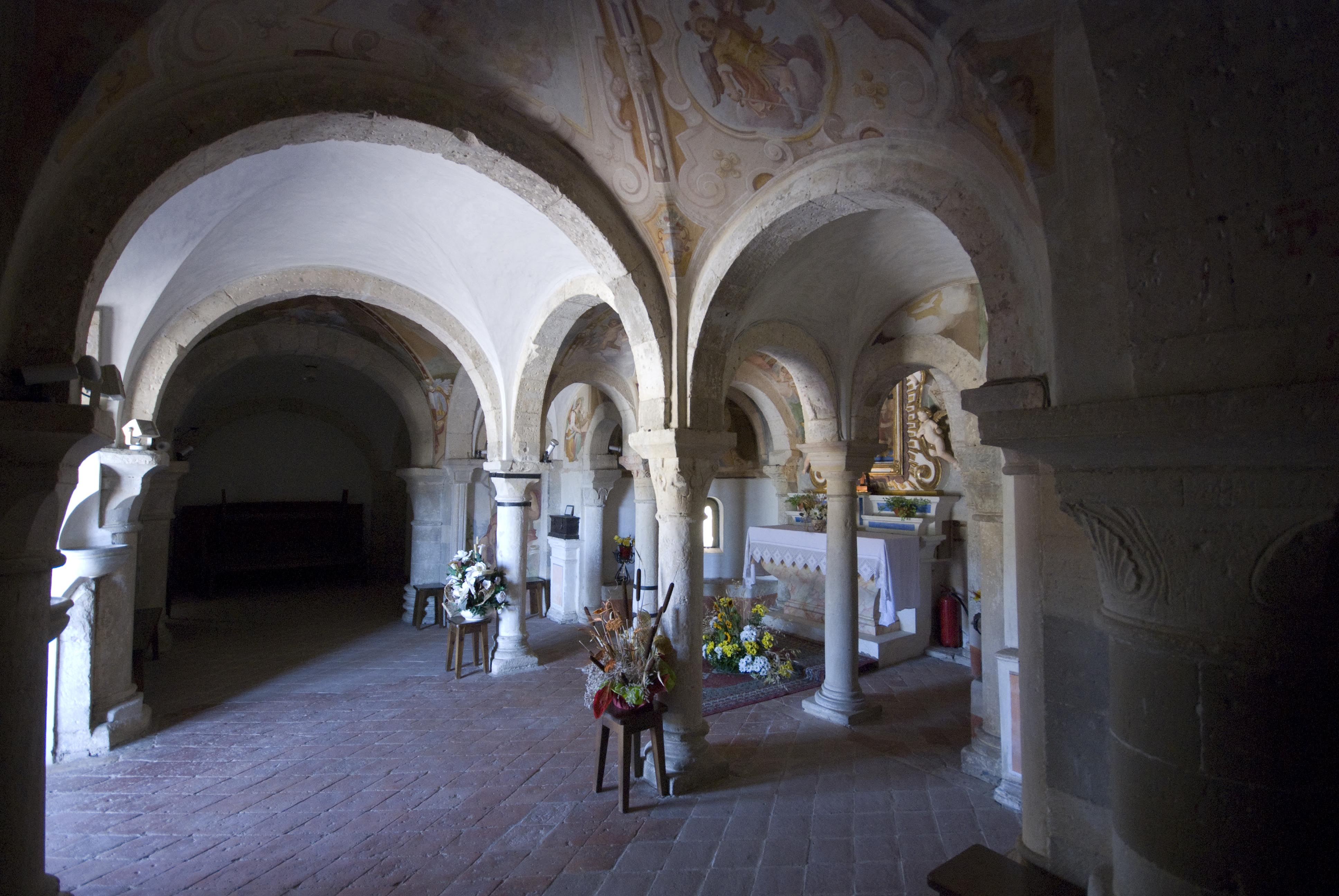
Interno della chiesa

La chiesa è il risultato del rimontaggio della cripta della Collegiata di Casole dove era collocata fino al XIII secolo quando la chiesa venne trasformata in stile gotico. Le misure interne della chiesa corrispondono alla perfezione a quelle della cripta della collegiata.
È presente una croce processionale risalente al XIII secolo e anche un affresco a ornamento di una tomba, rinvenuto all'inizio del XX secolo, e ciò fa pensare che la chiesa sia stata immediatamente utilizzata come cappella cimiteriale; il cimitero è posto in un'area già utilizzata per delle sepolture di epoca etrusca.

### Esterno
In facciata domina il volume del portico e questa è l'unica decorazione presente. Al di sotto si aprono tre portali: quelli laterali sono più recenti e sono architravati mentre quello centrale è coronato da un arco a sbarra molto consumato che poggia su due mensole.

### Interno
L'interno consiste in un transetto absidato coperto con volte a crociera diviso in cinque navate separate l'una dalle altre da archi a tutto sesto poggianti su colonne.
Le navate più estreme sono limitate ad una sola campata e formano un braccio del transetto ciascuna; nel risultante spazio si inseriscono due absidi semicircolari inserire nella muratura e invisibili all'esterno.
La cappella centrale è circoscritta da due archi poggianti su capitelli ungulati, con decorazioni a fogliami, e su semicolonne le cui basi sono molto simili a quelle della abbadia a Isola. Le navate centrali sono separate da quattro colonne anch'esse molto simili a quelle della superficie curva dell'abside
La decorazione ad affresco (XVII secolo) è di Francesco Rustici detto il Rustichino. La trecentesca Madonna di ambito senese affrescata sull'altar maggiore è oggetto di profonda venerazione, in quanto una leggenda la voleva dipinta dai primi cristiani.

## Bibliografia

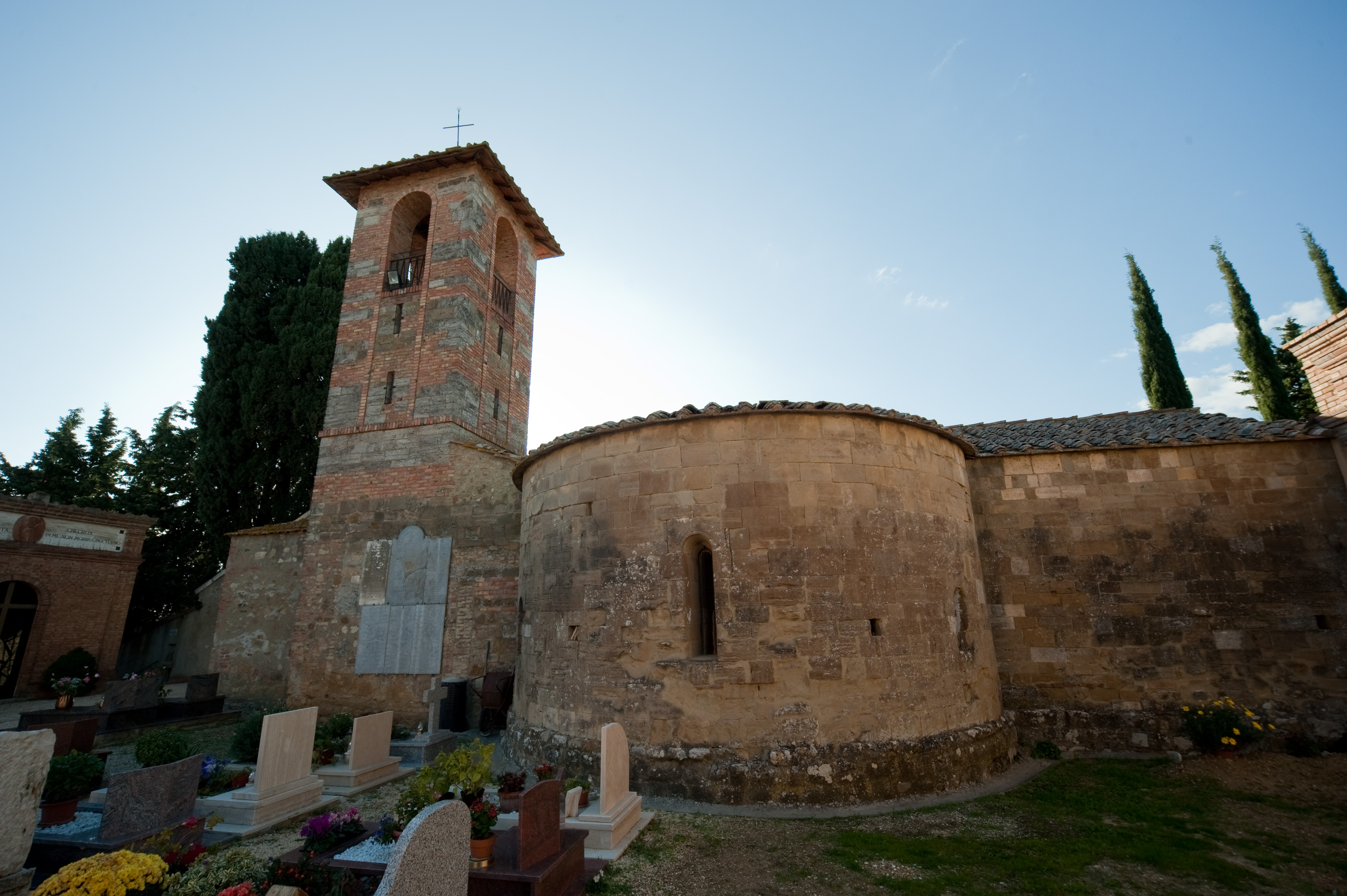
Abside